# Kostel Nanebevzetí Panny Marie (Mostkovice)
Kostel Nanebevzetí Panny Marie je římskokatolický farní chrám v Mostkovicích.

## Historie
Kostel Nanebevzetí Panny Marie v Mostkovicích patří k nejstarším v regionu. Nad portálem kostela je letopočet 1393. Výstavbu zřejmě financovaly olomoucké augustiniánky, ale mohla ji iniciovat olomoucká kapitula již koncem 12. století. Do roku 1853 stával u kostela hřbitov, jehož pozůstatkem je kříž v blízkosti kostela. V obci se dřív nacházela farní škola, na které působil rektor se třemi pomocníky.

## Architektura
Jedná se o dvojlodní stavbu ze 14. století s románským jádrem a apsidou. V letech 1847-48 byl kostel radikálně přestavěn. Při opravě v roce 1894 byly objeveny starobylé gotické fresky z konce 14. století. Na své odkrytí však čekaly přes 110 let.
Chrám má tři oltáře. Autorem obrazu na hlavním oltáři je František Bsirský. Boční oltáře sv. Michaela archanděla a sv. Jana Nepomuckého jsou z roku 1720. Stříbrnou monstranci daroval Antonín Zeitler z Čelechovic a stříbrný kalich stichovský mlynář Antonín Ticháček. Z boční lodi byly ukradeny sošky sv. Anny s děvčátkem Marií a Pražského Jezulátka, které koupil František Cinek. Křížová cesta je z roku 1923. V roce 1940 byly v kostele instalovány nové varhany pořízené z pozůstalosti faráře Karla Kuči. Na věži se koncem 19. století nacházely tři zvony. Všechny byly během I. světové války zrekvírovány. Pozdější náhradní zvony z roku 1928 byly odcizeny za II. světové války. Kostel je památkově chráněn.

### Gotické malby
- Nanebevzetí Panny Marie
- Korunování Panny Marie
- Panna Maria Ochranitelka
- Svatý Jiří
- Ukřižování
- Klanění Tří kárlů